# Мао Цедунгов маузолеј
Меморијална дворана председника Маоа, познатија под именима Мао Цедунгов маузолеј или Маов маузолеј, је грађевина у кинеском главном граду Пекингу, на центру трга Тјенанмен, у којој се налази тело кинеског вође.
Након Маове смрти 9. септембра 1976. године, његово је тело балзамовано, и убрзо започета изградња маузолеја. Церемонија полагања камена темељца одржала се 24. новембра 1976, а изградња је завршена 24. маја 1977. године. Преко 700.000 људи из свих крајева Кине добровољно је учествовало у изградњи маузолеја.
Маузолеј је за посетиоце отворен сваког дана од 8 часова ујутро до поднева (од 1. јула до 31. августа од 7 до 11 ујутро), а улаз је бесплатан. Пред маузолејем свакодневно маршира почасна стража, а редови за посету протежу се до неколико стотина метара. Пред улазом стоји штанд на којем може да се купи цвеће.